# Списак чланова предсједништва Босне и Херцеговине
Списак чланова Предсједништва Босне и Херцеговине.

## Чланови Предсједништва СРБиХ
| Социјалистичка Република Босна и Херцеговина        |                                                                                       |                                  |
| Предсједништво СР Босне и Херцеговине (деветочлано) |                                                                                       |                                  |
| Предсједник                                         | Остали чланови                                                                        | Период                           |
| Рато Дугоњић                                        |                                                                                       | мај 1974. - април 1978.          |
| Раиф Диздаревић                                     |                                                                                       | април 1978. - април 1982.        |
| Бранко Микулић                                      |                                                                                       | април 1982 - 26. април 1984.     |
| Миланко Реновица                                    |                                                                                       | 26. април 1984 - 26. април 1985. |
| Мунир Месиховић                                     |                                                                                       | 26. април 1985 - април 1987.     |
| Мато Андрић                                         |                                                                                       | април 1987. - април 1988.        |
| Никола Филиповић                                    |                                                                                       | април 1988. - април 1989.        |
| Обрад Пиљак                                         |                                                                                       | април 1989. - децембар 1990.     |
| Предсједништво СР Босне и Херцеговине (седмочлано)  |                                                                                       |                                  |
| Предсједник                                         | Остали чланови                                                                        | Период                           |
| Алија Изетбеговић                                   | Фикрет Абдић, Биљана Плавшић, Никола Кољевић, Стјепан Кљујић, Фрањо Борас, Ејуп Ганић | децембар 1990. - април 1992.     |

## Чланови Предсједништва Босне и Херцеговине
| Босна и Херцеговина                           |                                       |                               |
| Предсједништво Босне и Херцеговине (трочлано) |                                       |                               |
| Први сазив                                    |                                       |                               |
| Предсједавајући                               | Остали чланови                        | Период                        |
| Алија Изетбеговић                             | Момчило Крајишник, Крешимир Зубак     | октобар 1996. - октобар 1998. |
| Други сазив                                   |                                       |                               |
| Предсједавајући                               | Остали чланови                        | Период                        |
| Живко Радишић                                 | Анте Јелавић, Алија Изетбеговић       | октобар 1998. - јун 1999.     |
| Анте Јелавић                                  | Алија Изетбеговић, Живко Радишић      | јун 1999. - фебруар 2000.     |
| Алија Изетбеговић                             | Живко Радишић, Анте Јелавић           | фебруар 2000. октобар 2000.   |
| Живко Радишић                                 | Анте Јелавић, Халид Гењац             | октобар 2000. - јун 2001.     |
| Јозо Крижановић                               | Бериз Белкић, Живко Радишић           | јун 2001. - фебруар 2002.     |
| Бериз Белкић                                  | Живко Радишић, Јозо Крижановић        | фебруар 2002. октобар 2002.   |
| Трећи сазив                                   |                                       |                               |
| Предсједавајући                               | Остали чланови                        | Период                        |
| Мирко Шаровић                                 | Драган Човић, Сулејман Тихић          | октобар 2002. - април 2003.   |
| Борислав Паравац                              | Драган Човић, Сулејман Тихић          | април 2003. - јун 2003.       |
| Драган Човић                                  | Сулејман Тихић, Борислав Паравац      | јун 2003. - фебруар 2004.     |
| Сулејман Тихић                                | Борислав Паравац, Иво Миро Јовић      | фебруар 2004. - октобар 2004. |
| Борислав Паравац                              | Иво Миро Јовић, Сулејман Тихић        | октобар 2004. - јун 2005.     |
| Иво Миро Јовић                                | Сулејман Тихић, Борислав Паравац      | јун 2005. - март 2006.        |
| Сулејман Тихић                                | Борислав Паравац, Иво Миро Јовић      | март 2006. - октобар 2006.    |
| Четврти сазив                                 |                                       |                               |
| Предсједавајући                               | Остали чланови                        | Период                        |
| Небојша Радмановић                            | Жељко Комшић, Харис Силајџић          | новембар 2006. - јун 2007.    |
| Жељко Комшић                                  | Харис Силајџић, Небојша Радмановић    | јул 2007. - фебруар 2008.     |
| Харис Силајџић                                | Небојша Радмановић, Жељко Комшић      | март 2008. - новембар 2008.   |
| Небојша Радмановић                            | Жељко Комшић, Харис Силајџић          | новембар 2008. - јун 2009.    |
| Жељко Комшић                                  | Харис Силајџић, Небојша Радмановић    | јул 2009. - фебруар 2010.     |
| Харис Силајџић                                | Небојша Радмановић, Жељко Комшић      | март 2010. - новембар 2010.   |
| Пети сазив                                    |                                       |                               |
| Предсједавајући                               | Остали чланови                        | Период                        |
| Небојша Радмановић                            | Жељко Комшић, Бакир Изетбеговић       | новембар 2010. - јун 2011.    |
| Жељко Комшић                                  | Бакир Изетбеговић, Небојша Радмановић | јул 2011. - фебруар 2012.     |
| Бакир Изетбеговић                             | Небојша Радмановић, Жељко Комшић      | март 2012. - новембар 2012.   |
| Небојша Радмановић                            | Жељко Комшић, Бакир Изетбеговић       | новембар 2012. - јун 2013.    |
| Жељко Комшић                                  | Бакир Изетбеговић, Небојша Радмановић | јул 2013. - фебруар 2014.     |
| Бакир Изетбеговић                             | Небојша Радмановић, Жељко Комшић      | март 2014. - новембар 2014.   |
| Шести сазив                                   |                                       |                               |
| Предсједавајући                               | Остали чланови                        | Период                        |
| Младен Иванић                                 | Драган Човић, Бакир Изетбеговић       | новембар 2014. -              |